# Wang Leehom
Wang Lee-hom (Rochester, New York, 1976. május 17.) kínai-amerikai énekes, dalszerző, színész, producer és filmrendező. Zenéjében ötvözi a kínai klasszikus zenét, a pekingi operát, a Kínában élő népcsoportok zenéjét és a nyugati populáris zenét (hiphop, R&B). Sajátos zenei stílusára nagy hatást gyakorolt Bartók Béla, többek között az ő népdalgyűjtő munkássága ihlette Wangot a kínai népdalok populáris zenébe való integrálására. 2009-ig bezárólag körülbelül tizenötmillió albumot adott el.
Klasszikus zenei oktatásban részesült, a Williams College és a Berklee College of Music hallgatója volt dzsesszzongora és zeneszerzés szakon, gyermekkora óta hegedül. 2011-ig bezárólag 16 stúdióalbumot adott ki és számos filmben szerepelt. Játszott Ang Lee Ellenséges vágyak című alkotásában és Jackie Chan oldalán a Jackie Chan: A katona című filmben, 2010-ben pedig rendezőként is bemutatkozott.
Wang a 2008-as pekingi olimpia egyik lángvivője volt és a záróünnepségen is fellépett.

## Élete és pályafutása

### A kezdetek
| „                                                      | Jól játszik dzsesszzongorán. Ráadásul mindazon felül, amit csinál, Lee-hom fantasztikus hegedűművész. Ő volt a legjobb a Williams [College]ben abban a pillanatban, hogy odakerült, és az első évben rögtön megnyerte a hegedűversenyt. [...] Lee-hom egy igen sokoldalú zenész. | ” |
| – Andy Jaffe, a Williams College dzsesszzongora-tanára | |   |

Alexander Leehom Wang tajvani származású, azonban az Amerikai Egyesült Államokban született második gyermekként, orvos családba, édesapja és két évvel idősebb bátyja, Leo (Li-tö (Li-de)) is orvos. Öccse, a kilenc évvel fiatalabb Li-kaj (Li-kai) a Massachusetts Institute of Technology hallgatója. Szülei 1945 után Kínából érkeztek Tajvanra, majd az 1960-as években költöztek Amerikába. Hatéves korában bátyja, Leo hatására kezdett el hegedülni. Később zongoraleckéket is vett, majd megtanult gitározni is. Diákmunkákat vállalt, hogy megvehesse élete első dobfelszerelését. Anyanyelve az angol, bár otthon is tanult mandarinul, nem beszélte folyékonyan, így felnőttként kellett megtanulnia.
Bár egyes források szerint Wang középiskolai tanulmányait kitűnő eredménnyel végezte, a Yale Egyetemre és a Princetonra is felvették, a CNN-nek 2009-ben adott interjújában a zenész úgy nyilatkozott, ezek csak az interneten terjedő pletykák. Szülei azt akarták, hogy kövesse bátyját az orvosi pályán, ő azonban zenével akart foglalkozni, így végül a Williams College hallgatója lett. Az első évben váltott szakot biológiáról zenére, többek között dzsesszimprovizációt és zeneszerzést tanult. A főiskolai évek alatt aktívan szerepelt musicalekben és számos amatőr együttesben énekelt, többek között a főiskola Springstreeter nevű a cappella-együttesében is. Akkori zenésztársai és tanárai beszámolója szerint keményen tanult, maximalista volt, munkamániás és kereste a zenei kihívásokat. Az iskolai évei alatt is kitűnt abszolút hallásával.
A főiskola első évében, 1995-ben Tajvanon töltött nyári szünidőben fedezte fel énekhangját a Bertelsmann Music Group (BMG) egy zenei tehetségkutatón és lemezszerződést ajánlottak neki. Annak ellenére, hogy Tajvanon beindult a zenei karrierje, Wang folytatta a tanulmányait, a tanítási szünetekben pedig lemezfelvétellel foglalkozott.
A BMG kiadásában 1995 decemberében megjelent első albuma, a Csing ti Pej tuo fen (Qíng dí Bèi duō fēn) (情敵貝多芬, „Riválisom, Beethoven”) címmel, de nem aratott különösebb sikert, így Wang megvált a kiadótól és leszerződött a Decca Records-hoz, ahol megjelent második lemeze, a Zsu kuo ni ting csien vo tö ko (Rú guǒ nǐ tīng jiàn wǒ de gē) (如果你聽見我的歌, „Ha hallgattad a dalom”). Az alig 22 éves énekest a sajtó és a rajongók a „minőségi sztár”(優質偶像, jou cse ou hsziang (yōu zhì ǒu xiàng)) jelzővel ruházták fel, ami azt jelenti, hogy a jó külsőhöz és a zenei tehetséghez pozitív imázs is társul.

### Az első sikerek (1998–2000)
Wang szerződése a Decca Records-nál negyedik albuma, a Paj cse (白紙, Bai Zhi) megjelenése után, 1997-ben véget ért. Kitűnő eredménnyel befejezte főiskolai tanulmányait a Williams College-ban, 1998 augusztusában pedig a Sony Music Entertainment címkéjével megjelent ötödik nagylemeze, a Revolution. Az album meghozta Wangnak az áttörést a népszerűség és a kritikai elismertség terén is, két díjat is nyert vele a „kínai Grammy-nek” tartott Golden Melody Awards díjkiosztón, a legjobb producernek és a legjobb mandarin nyelvű férfi előadónak járó szobrocskát vihette haza. Mindkét kategóriában a valaha volt legfiatalabb díjazott lett.
1999-ben Wang egyik tanára javaslatára a Berklee College of Musicban tanult tovább, itt többek között hangképzési- és énekórákat is vett, közben pedig megjelent hatodik nagylemeze, a Pu ko neng co kuo ni (不可能錯過你, Bù kě néng cuò guò nǐ), mely addigi legtöbbet eladott albuma lett, több mint egymillió példány kelt el belőle.
2000-ben Wang az előző albumai stílusához képest nagy lépésre szánta el magát. Hetedik nagylemeze, a Forever's First Day erőteljesen építkezett az R&B-re. A lemezre felkerült Li Csian-fu (Li Jian-fu) (李建復) A sárkány leszármazottai (龍的傳人, Lung tö csuanzsen (Lóng de chuánrén)) című dalának újrakevert változata is. Li Csian-fu (Li Jian-fu) Wang nagybátyja, a dallal azonos című albuma 1980-ban nagy siker volt, A sárkány leszármazottai pedig kultuszdallá vált. Lee-hom aktualizálta a dal szövegét és hozzáadott egy angol nyelvű rapbetétet, mely a tajvani bevándorlók nehézségeiről szól, a saját szülei példájából kiindulva.
Mindeközben filmes karrierje is elindult, 2000-ben Aaron Kwokkal, Mark Dacascosszal és Coolio-val szerepelt együtt a China Strike Force című hongkongi akciófilmben, amiben egy speciális kiképzésű kábítószerellenes rendőralakulat tisztjét alakította. A filmben nyújtott teljesítményéért a Hong Kong Film Awards legjobb újonc színésznek járó díjára jelölték.

## Zenei stílusa
- Caj mej pian (Zai Mei Bian) (A szilvafavirágok mellett)Példa Wang jellegzetes chinked out-stílusára

Nem tudod lejátszani a fájlt?

## Magánélete
2013. november 27-én vette feleségül barátnőjét, a japán-tajvani származású Li Csing-lej (Lee Jing-lei)t, három gyermekük van, két lány és egy fiú. 2021 decemberében Li beadta a válópert, miután az Instagram-fiókjában közzétette, hogy Wang többször is házasságtörést követett el, valamint prostituáltakhoz járt és verbálisan bántalmazta. Wang tagadta a vádakat.

## Diszkográfia
- Love Rival Beethoven (1995)
- If You Heard My Song (1996)
- Missing You (1996)
- White Paper (1997)
- Revolution (1998)
- Impossible to Miss You (1999)
- Forever's First Day (2000)
- The One and Only (2001)
- Unbelievable (2003)
- Shangri-La (2004)
- Heroes of Earth (2005)
- Change Me (2007)
- Heart Beat (2008)
- The 18 Martial Arts (2010)
- Your Love (2015)
- A.I. Love (2017)

## Filmográfia
| Év   | Cím                                     | Szerep                        | Megjegyzés     |
| ---- | --------------------------------------- | ----------------------------- | -------------- |
| 1999 | The Iron Giant                          | Dean McCoppin                 | szinkronhang   |
| 2000 | China Strike Force                      | Alex Cheung                   |                |
| 2000 | Ashes to Ashes: Against Smoking         | Dave                          |                |
| 2001 | The Avenging Fist                       | Nova                          |                |
| 2003 | Moon Child                              | Son                           |                |
| 2005 | Starlit High Noon                       | Lian Szung (Lian Song)        |                |
| 2007 | Ellenséges vágyak                       | Kuang Jü-min (Kuang Yu-min)   |                |
| 2010 | Jackie Chan: A katona                   | fiatal tábornok               |                |
| 2010 | Love in Disguise                        | Tu Ming-han (Du Ming-han)     | rendező is     |
| 2011 | The Founding of a Party                 | Luo Csia-lun (Luo Jia-lun)    |                |
| 2013 | My Lucky Star                           | David                         |                |
| 2015 | Blackhat                                | Csen Ta-vaj (Chen Dawai)      |                |
| 2015 | Where's the Dragon?                     | sárkány                       |                |
| 2016 | Lifeline                                | Kai                           | rövidfilm      |
| 2016 | Wang Leehom's Open Fire 3D Concert Film | (önmaga)                      | dokumentumfilm |
| 2017 | Growing Pains                           | (önmaga)                      |                |
| 2018 | Legend of the Ancient Sword             | Jüe Vu-ji (Yue Wuyi)          |                |
| 2018 | Forever Young                           | Sen Kuang-jao (Shen Guangyao) |                |
| 2018 | Hello Mr. Billionaire                   | (önmaga)                      | cameo          |
| 2019 | Undipofik                               | Lucky Bat (szinkronhang)      |                |

## Fordítás
- Ez a szócikk részben vagy egészben  a   Leehom Wang című angol Wikipédia-szócikk fordításán alapul.  Az eredeti cikk szerkesztőit annak laptörténete sorolja fel. Ez a jelzés csupán a megfogalmazás eredetét és a szerzői jogokat jelzi, nem szolgál a cikkben szereplő információk forrásmegjelöléseként.